# Geheime Wahl des Regierungschefs im Parlament
In Deutschland werden die Regierungschefs des Bundes und der Länder durch verdeckte Abstimmung im Parlament gewählt. Im internationalen Vergleich ist diese Verfahrensweise ein Sonderweg. Nach mehreren spektakulären, unerklärlichen Abstimmungen ist die Regel seit den 1970er Jahren aus praktischen und theoretischen Gründen heftig kritisiert worden.

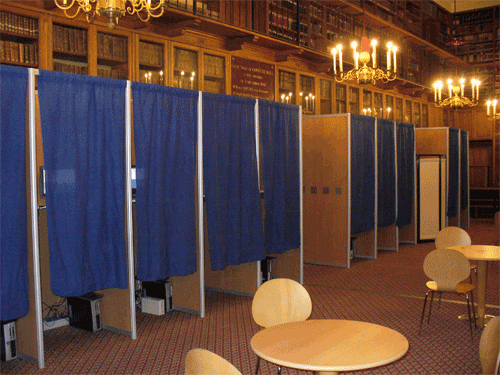
Wahlkabinen für eine verdeckte Abstimmung

## Geschichte
Die Regel der geheimen Personenwahl bei politischen Ämtern stammt aus der Zeit vorparlamentarischer Ratsversammlungen. So wurden die Mitglieder der Ratskörperschaften (Senate) freier Reichsstädte schon seit Jahrhunderten geheim gewählt. Jedoch wurden auch viele Personen, die mit Kompetenzen ausgestattet waren, durch die Fürsten ernannt. Ausgenommen davon waren die Parlamentspräsidenten und die meisten Rektoren von Universitäten, die schon im 19. Jahrhundert geheim gewählt wurden. Ebenfalls besteht auch seit der Mitte des 17. Jahrhunderts die zwingende Vorschrift, dass die Papstwahl geheim erfolgt. Nach dem Historiker und Politikwissenschafter Theodor Eschenburg wurde die Tradition der geheimen Personenwahl kritiklos in den modernen Parlamentarismus übernommen und auch auf die Wahl des Regierungschefs angewandt: „Man hat keine großen geistigen Anstrengungen unternommen, um das geheime Wahlverfahren in diesen Fällen zu prüfen und seine Notwendigkeit zu begründen. Es galt als selbstverständlich.“
Im Parlament des entstehenden Deutschen Reiches von 1848/1849 allerdings, der Frankfurter Nationalversammlung, waren geheime Abstimmungen verpönt. Man wollte, dass die Wähler wussten, wofür und für wen ihre Abgeordneten gestimmt hatten. Das wurde im Protokoll festgehalten.

## Rechtsgrundlage
Für den Bundestag und für acht der elf Landesparlamente der alten Bundesländer (vor 1990) ist die geheime Wahl des Regierungschefs lediglich in der Geschäftsordnung des Parlaments festgelegt. Für die übrigen Bundesländer, einschließlich aller fünf neuen (seit 1990), ist sie in der jeweiligen Landesverfassung verankert. Abstimmungen über Regierungschefs nach Misstrauensanträgen sind ebenfalls verdeckt, außer in Berlin, Hessen, Rheinland-Pfalz und im Saarland, wo die Landesverfassungen bei Vertrauensentzug namentliche Abstimmung verlangen.
Für die Vertrauensfrage des Bundeskanzlers ist die Abstimmungsart gesetzlich nicht geregelt. Abweichend von der Kanzlerwahl und dem Misstrauensvotum hat das Parlament hier in der Praxis das Gewohnheitsrecht der Namentlichen Abstimmung geschaffen, also der deutlichsten Form der offenen Abstimmung. Das Nebeneinander von geheimer und namentlicher Abstimmung bei ein und demselben wählbaren Amt (Bundeskanzler) wurde in der staatsrechtlichen Fachliteratur als eine bemerkenswerte „Inkonsequenz“ bezeichnet. Diese ist zudem auffällig, da Misstrauensvotum und Vertrauensfrage sowohl in Grundgesetz (Art. 67 u. 68) als auch in der Geschäftsordnung des Bundestags (§ 97 u. 98) textlich in Folge erscheinen.

## Begründung
Das zentrale Argument in Deutschland für die Anwendung der geheimen Personenwahl auch bei der Bestimmung des Regierungschefs ist stets gewesen, dass sie die Freiheit der Abgeordneten stärkt. Nach Artikel 38 des Grundgesetzes sind sie „an Aufträge und Weisungen nicht gebunden und nur ihrem Gewissen unterworfen.“ Der Unterschied zu Sachabstimmungen (z. B. über Gesetze), die auch in Deutschland grundsätzlich offen sind, wird damit begründet, dass „persönliche Beziehungen“ bei Geheimwahl weniger „belastet“ würden. Diese Auffassung wird bestätigt durch die unstrittig geheime Wahl des Parlamentspräsidiums. Da es hierbei in erster Linie um innere Angelegenheiten des Parlaments geht, soll, ähnlich wie in einem Verein, die weitere Zusammenarbeit nicht unnötig durch die Offenlegung von persönlicher Gunst oder Missgunst belastet werden.

## Internationaler Vergleich

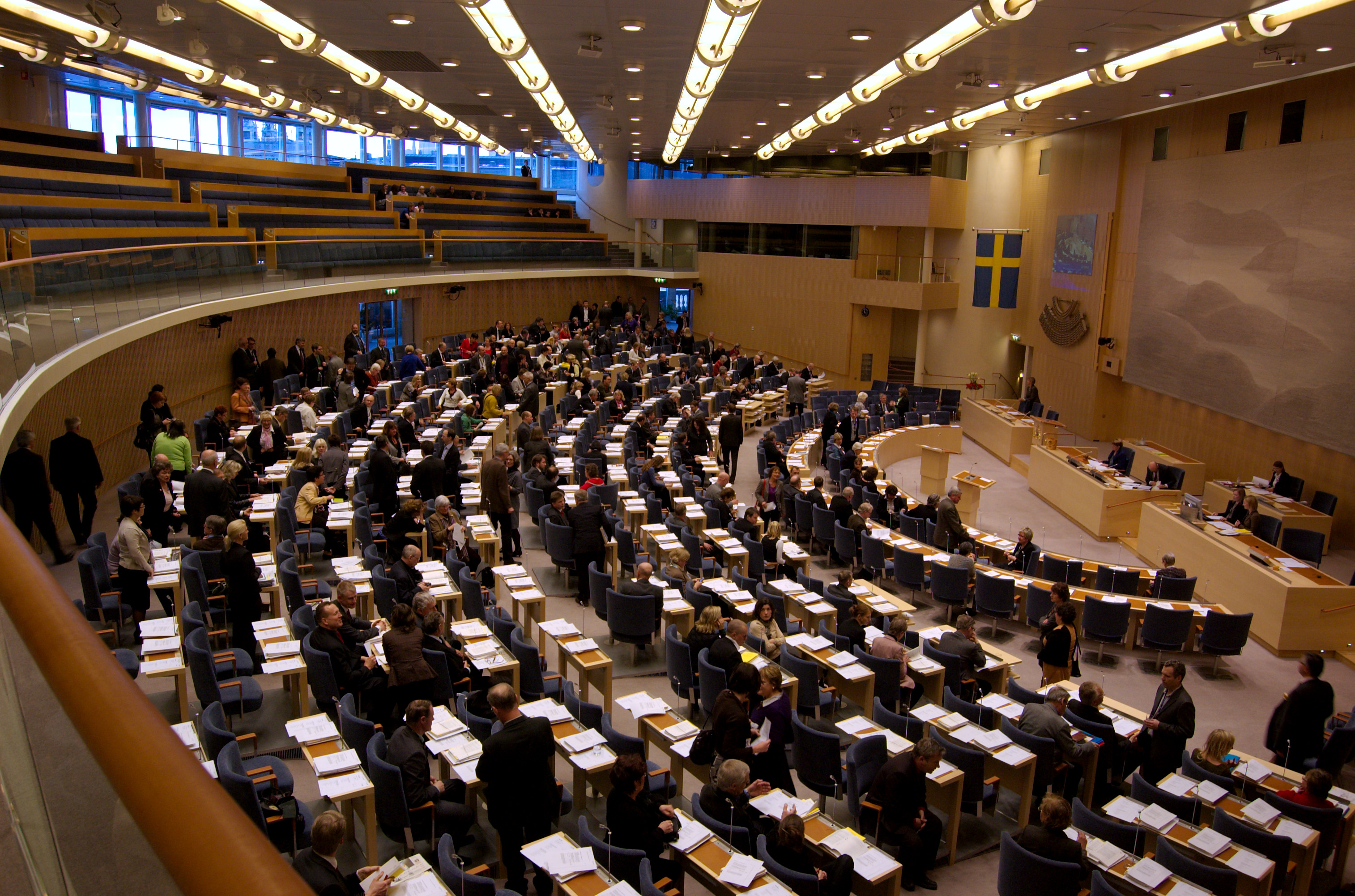
Parlament von Schweden (Riksdag) mit Leuchtanzeige jeder Stimme (rechts neben Flagge unter Großbildschirm)

In Staaten, die die parlamentarische Regierungsform des englischen Westminster-Systems übernommen haben, bestimmt das Parlament durch Vertrauens- und Misstrauensabstimmungen über den Regierungschef. Diese sind meist offen. In Staaten, die wie Deutschland ein anderes Parlamentarisches Regierungssystem haben, wie Schweden, Finnland, Polen, Österreich und Italien sind sämtliche Abstimmungen über den Regierungschef, wie Wahl, Vertrauensfrage oder Misstrauensantrag, stets offen.

## Kritik von politischer Seite
Walter Seuffert, Mitglied des Bundestags 1949–1967 und Vizepräsident des Bundesverfassungsgerichts 1967–1975, bezeichnete die Abgeordneten in einem Parlament als Vertreter, die einen Auftrag (Mandat) vom Wähler (Mandanten) erhalten haben. Daraus folge, „ein Geheimnis des Vertreters gegenüber seinem Mandanten über die Mandatsübung ist prinzipiell unverträglich mit dem Begriff des Mandats.“ Es sei sinnvoll, dass ein Vertreter frei entscheiden könne, aber nicht, dass er dies heimlich tun dürfe.
Aus Anlass der mysteriösen Wahl von Ernst Albrecht zum Ministerpräsidenten von Niedersachsen 1976 forderte Norbert Gansel, Mitglied des Bundestags 1972–1997, mit Nachdruck, dass solche Abstimmungen nicht geheim sein dürften. Auch in Bezug auf das Bonner Misstrauensvotum von 1972, das über dunkle Kanäle von der Stasi entschieden worden war, wie sich erst viele Jahre später (ab 2000) zeigte, schrieb Gansel: „Was Bonn [1972] durchgemacht hat, wird heute [1976] in Hannover durchlitten: die Spekulation auf Überläufer, der Triumph der Feigheit im Parlament, die große Stunde der Denunzianten in den Fraktionen, der provozierte Bruch in der Koalition, die drohende Regierungsunfähigkeit.“ Anlässlich der Wahl des Bundeskanzlers von 1994 veröffentlichte Gansel seine Forderung erneut.

## Kritik von wissenschaftlicher Seite
Nach Theodor Eschenburg widerspreche die geheime Abstimmung über den Regierungschef einem wichtigen Grundprinzip der Demokratie, nämlich „daß die Wähler in der Lage sein müssen, eine solche Wahl zu kontrollieren. Das aber ist nur bei öffentlicher Abstimmung möglich.“
Laut Winfried Steffani sei es ein wichtiger Grundsatz der parlamentarischen Demokratie, dass die Abgeordneten den von der Wählerschaft erteilten Auftrag zur Wahl des Regierungschefs öffentlich sichtbar in die Tat umsetzen.
2009 hat Frank Decker aus Anlass mysteriöser Wahlausgänge bei der Wahl von Christine Lieberknecht zur Ministerpräsidentin in Thüringen, und auch mit Bezug auf die aus unklaren Gründen gescheiterte Wiederwahl von Heide Simonis in Schleswig-Holstein 2005, erneut mit Nachdruck die Abschaffung geheimer Stimmabgabe bei der Wahl von Regierungschefs gefordert. Er verwies zudem darauf, dass durch die Zunahme der im Parlament vertretenen Parteien seit 1980 die Wahrscheinlichkeit knapper und unstabiler Mehrheiten gewachsen sei und damit auch das Risiko, dass „unter dem schützenden Deckmantel der Geheimwahl“ vorherige Zusagen gegenüber dem Wähler gebrochen würden.